# Bergscharten
Die Bergscharten (Rhaponticum) sind eine Pflanzengattung in der Familie der Korbblütler (Asteraceae).

## Beschreibung

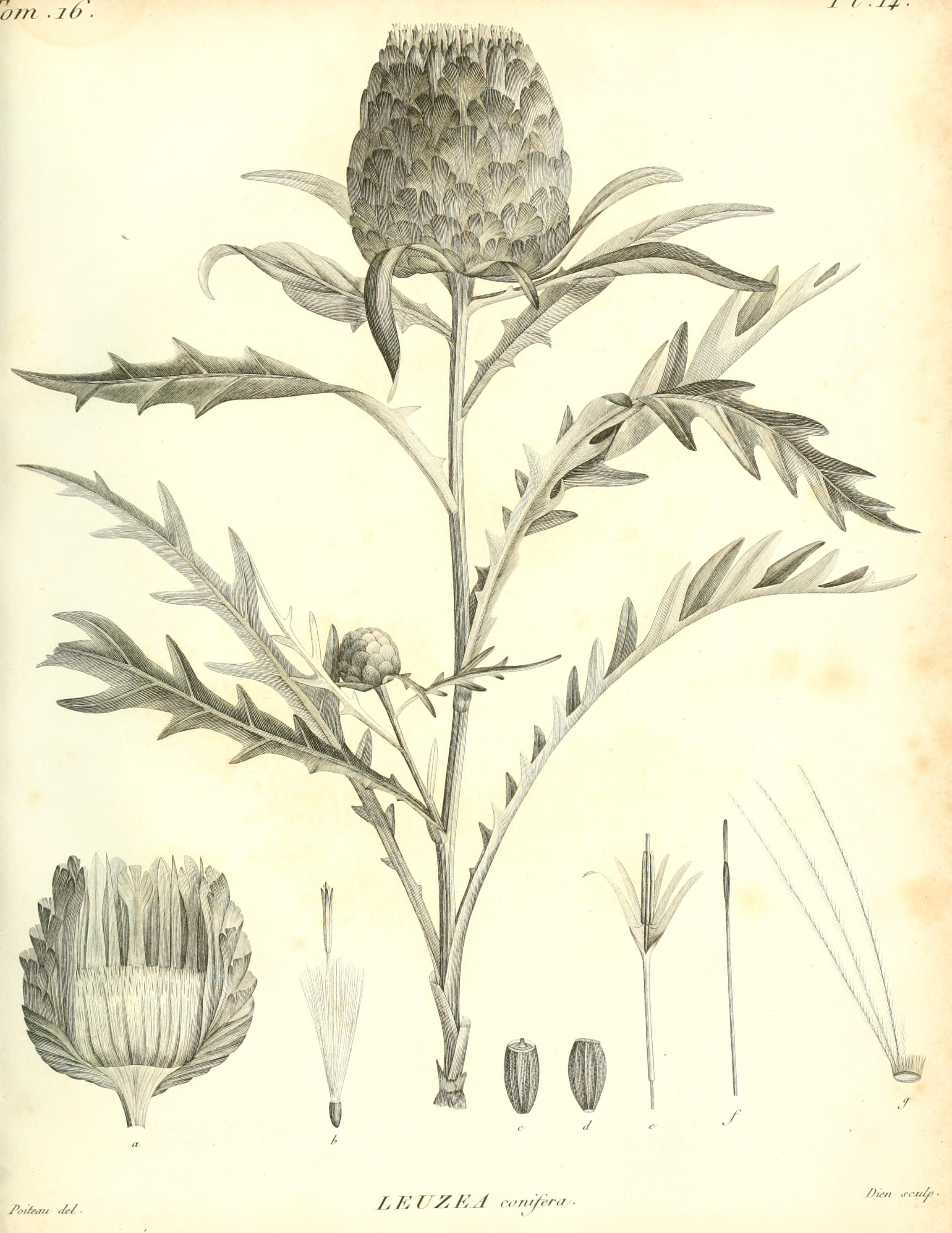
Illustration aus Annales du Muséum d’histoire naturelle, 1810 des Zapfenkopf (Rhaponticum coniferum)

### Vegetative Merkmale
Die Rhaponticum-Arten sind ausdauernde krautige Pflanzen, mit einfachen, selten verzweigten Stängeln. Die Laubblätter sind einfach bis fiederspaltig.

### Generative Merkmale
Endständig auf dem Stängel sitzt der körbchenförmige Blütenstand. Die Hüllblätter sind hautrandig.
Sie bilden Achänen. Der Pappus ist behaart.

## Systematik und Verbreitung

### Äußere Systematik
Die Gattung Rhaponticum gehört zur Subtribus Centaureinae aus der Tribus Cynareae in der Unterfamilie der Carduoideae innerhalb der Familie der Korbblütler (Asteraceae). Am nächsten verwandt ist die Gattung Klasea Cass.

### Taxonomie
Die Gattung Rhaponticum wurde durch Sébastien Vaillant aufgestellt. Synonyme für Rhaponticum Vaill. sind: Acroptilon Cass., Leuzea DC., Stemmacantha Cass.. Die Systematik dieser Gruppe war lange umstritten und so entstanden viele Synonyme, die in der alten bis neuen Literatur verwendet werden. Neu ist, dass auch die Arten der ehemaligen Gattung Centaurothamnus Wagenitz & Dittrich hier eingegliedert werden (Oriane Hidalgo et al. 2006). Der Name Rhaponticum = Rha ponticum = pontische Wurzel (lat.) bezog sich meist auf Rhabarber-Arten (Rheum). Jedoch hatte schon Caspar Bauhin (1560–1624) diesen Namen für Arten aus dieser Verwandtschaftsgruppe verwendet.

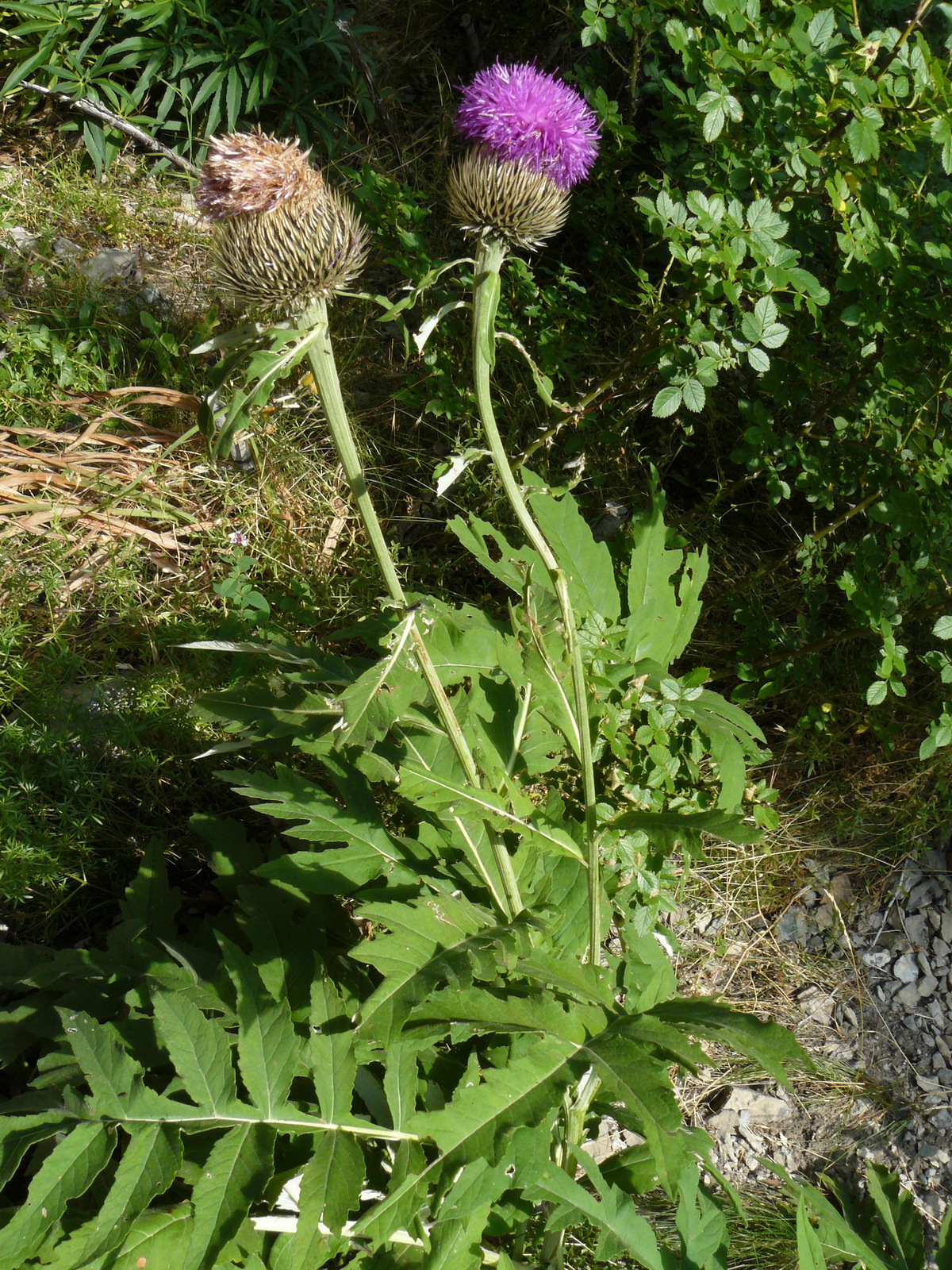
Rhaponticum centauroides

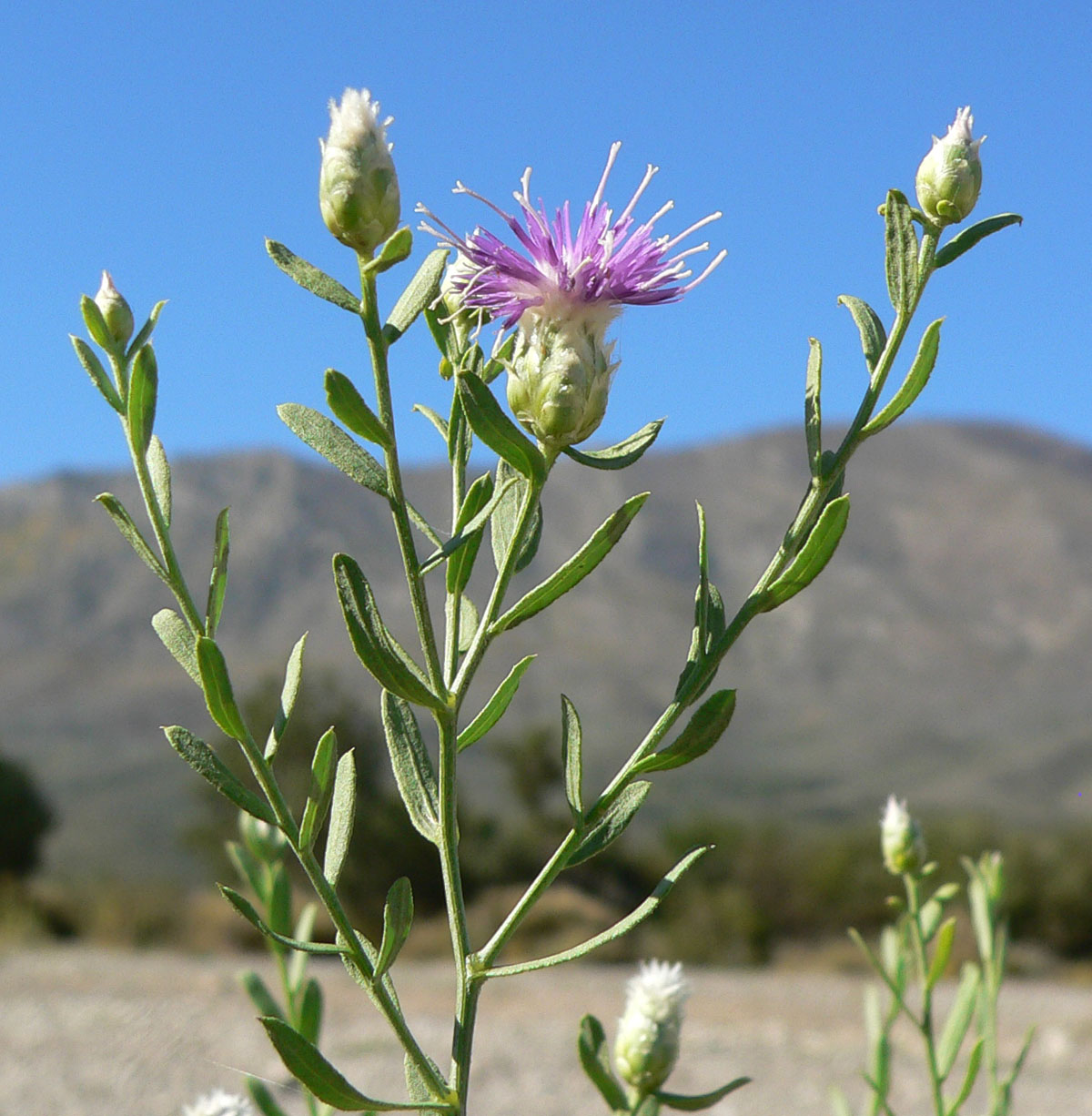
Federblume (Rhaponticum repens)

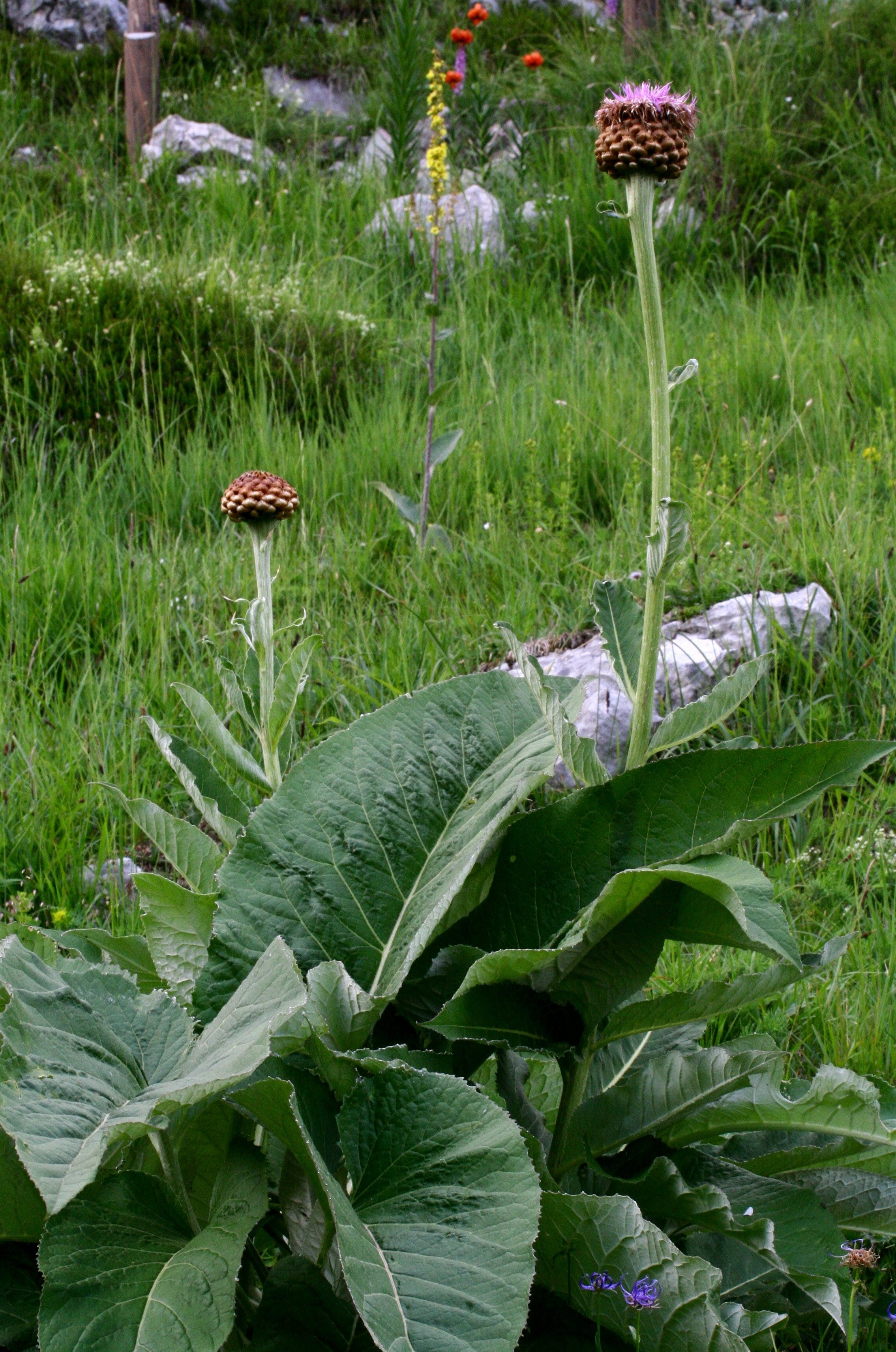
Rhaponticum scariosum

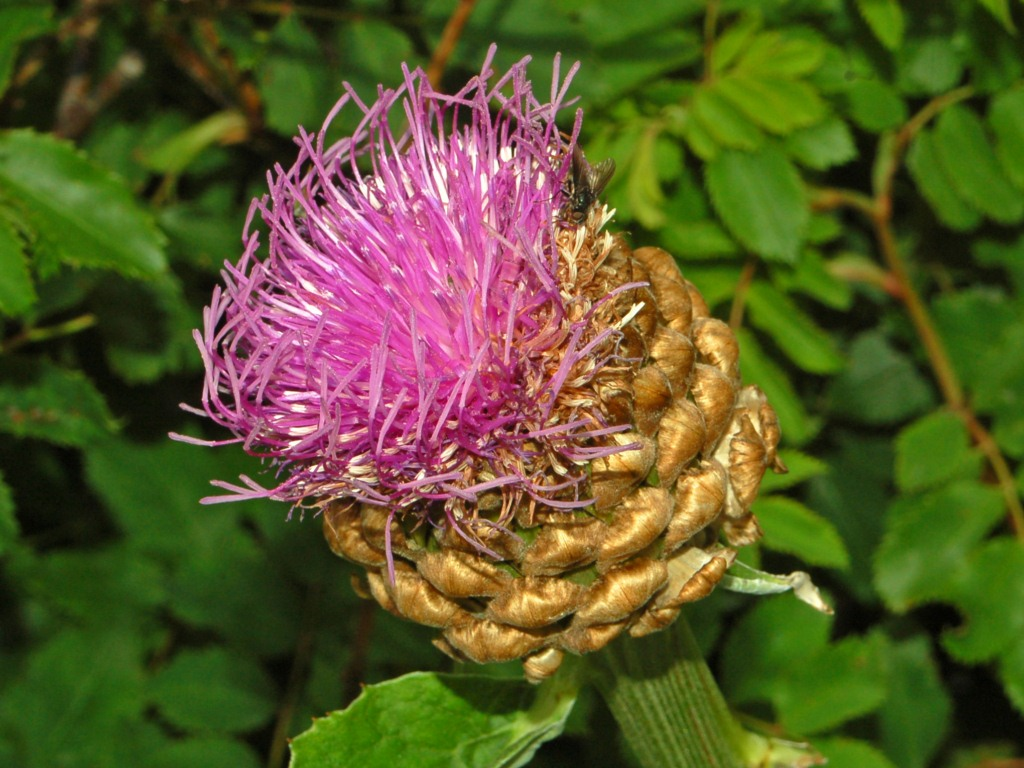
Alpen-Bergscharte (Rhaponticum scariosum subsp. rhaponticum)

### Arten und ihre Verbreitung
Das Verbreitungsgebiet der Gattung Rhaponticum erstreckt sich von der Iberischen Halbinsel über die Alpen und dem gesamten Mittelmeerraum (einschließlich Nordafrika und den Nahen Osten) über Osteuropa, den Kaukasus und Altai bis nach Zentralasien. Einige Arten sind in vielen Gebieten der Erde Invasive Pflanzen.
Hier eine Liste der 25 bis 27 Rhaponticum-Arten nach Oriane Hidalgo et al. 2006 mit den häufigsten in der Literatur verwendeten Synonymen:
- Rhaponticum acaule (L.) DC.: Sie kommt in Marokko, Algerien, Tunesien und Libyen vor.[3]
- Rhaponticum aulieatense Iljin: Sie ist Zentralasien verbreitet.
- Rhaponticum australe (Gaudich.) Soskov: Die einzige in Australien ursprünglich heimische Art der Subtribus Centaureinae.
- Rhaponticum berardioides (Batt.) Hidalgo (Syn.: Leuzea berardioides Batt.). Wird auch als Unterart Rhaponticum coniferum subsp. berardioides (Batt.) Greuter zu Rhaponticum coniferum gestellt. Die Heimat ist Marokko.
- Rhaponticum canariense DC.: Die einzige Art auf den Kanarischen Inseln (Teneriffa).[3]
- Saflor-Bergscharte, Hirschwurzel, Maralwurzel oder Maralpflanze (Rhaponticum carthamoides (Willd.) Iljin, Syn.: Cnicus carthamoides Willd., Leuzea carthamoides (Willd.) DC., Stemmacantha carthamoides (Willd.) Dittrich): Sie ist Russland, Kasachstan, der Mongolei und im autonomen Gebiet Xinjiang verbreitet.[1]
- Rhaponticum centauroides (L.) O.Bolòs,(Syn.: Rhaponticum cynaroides Less.; Cnicus centauroides L.): Sie kommt in Spanien und Frankreich vor.[3]
- Zapfenkopf (Rhaponticum coniferum (L.) Greuter, Syn.: Centaurea conifera L., Leuzea conifera (L.) DC.): Er ist in Südeuropa und Nordafrika verbreitet.[1]
- Rhaponticum cossonianum (Ball) Greuter: Die Heimat ist Marokko.[3]
- Rhaponticum exaltatum (Willk.) Greuter: Sie kommt im Portugal, im südlichen Spanien und Marokko vor.[3]
- Rhaponticum fontqueri (Sauvage) Hidalgo (Syn.: Leuzea fontqueri Sauvage). Wird bei Euro+Med als Synonym von Rhaponticum coniferum angesehen.[3]
- Rhaponticum heleniifolium Godr. & Gren. (Syn.: Rhaponticum scariosum subsp. heleniifolium (Godr. & Gren.) Nyman): Sie kommt in Frankreich, der Schweiz, Italien und Österreich vor.[3]
- Rhaponticum insigne (Boiss.) Wagenitz: Sie kommt in der Türkei vor.[3]
- Rhaponticum integrifolium C.Winkl.: Sie kommt in Zentralasien vor.
- Rhaponticum karatavicum Iljin: Sie kommt nur in Turkestan vor.
- Rhaponticum longifolium (Hoffmanns. & Link) Dittrich: Sie kommt in Portugal und Marokko vor.[3]
- Rhaponticum lyratum C.Winkl. ex Iljin: Sie kommt in Zentralasien vor.
- Rhaponticum namanganicum Iljin: Sie kommt in Zentralasien vor.
- Rhaponticum nanum Lipsky: Sie kommt in Zentralasien und in Afghanistan vor, mit den Unterarten:
  - Rhaponticum nanum Lipsky subsp. nanum
  - Rhaponticum nanum Lipsky subsp. pellucidum (Rech. f.) Dittrich: Sie kommt in Afghanistan vor.
- Rhaponticum nitidum Fisch.: Sie kommt in Zentralasien vor.
- Schöne Bergscharte (Rhaponticum pulchrum Fisch. & C.A.Meyer, Syn.: Leuzea pulchra (Fisch. & C.A.Mey.) Holub): Sie kommt in Aserbaidschan, Georgien und in Russland vor.[3]
- Federblume (Rhaponticum repens (L.) Hidalgo, Syn.: Acroptilon repens (L.) DC., Centaurea picris Pall. ex Willd., Centaurea repens L.): Die Heimat ist Südosteuropa, Osteuropa und Asien; sie ist weltweit ein Neophyt.[1]
- Lamarcks Bergscharte (Rhaponticum scariosum Lam.): Es gibt etwa zwei Unterarten:
  - Alpen-Bergscharte oder Riesen-Flockenblume (Rhaponticum scariosum subsp. rhaponticum (L.) Greuter, Syn.: Centaurea rhapontica L., Leuzea rhapontica (L.) Holub, Stemmacantha rhapontica (L.) Dittrich): Sie kommt in Italien, Slowenien und der Schweiz.[1]
  - Lamarcks Bergscharte (Rhaponticum scariosum Lam. subsp. scariosum): Sie kommt in Frankreich, der Schweiz und Italien vor.[1]
- Rhaponticum serratuloides (Georgi) Bobrov: Sie kommt in Rumänien, in Moldawien, in der Ukraine, in Russland und in der Türkei vor.[3]
- Rhaponticum uniflorum (L.) DC. (Syn.: Cnicus uniflorus L., Stemmacantha uniflora (L.) Dittrich): Sie ist in China, Korea, Russland und der Mongolei verbreitet.[1]